# Pfarrkirche Mauer

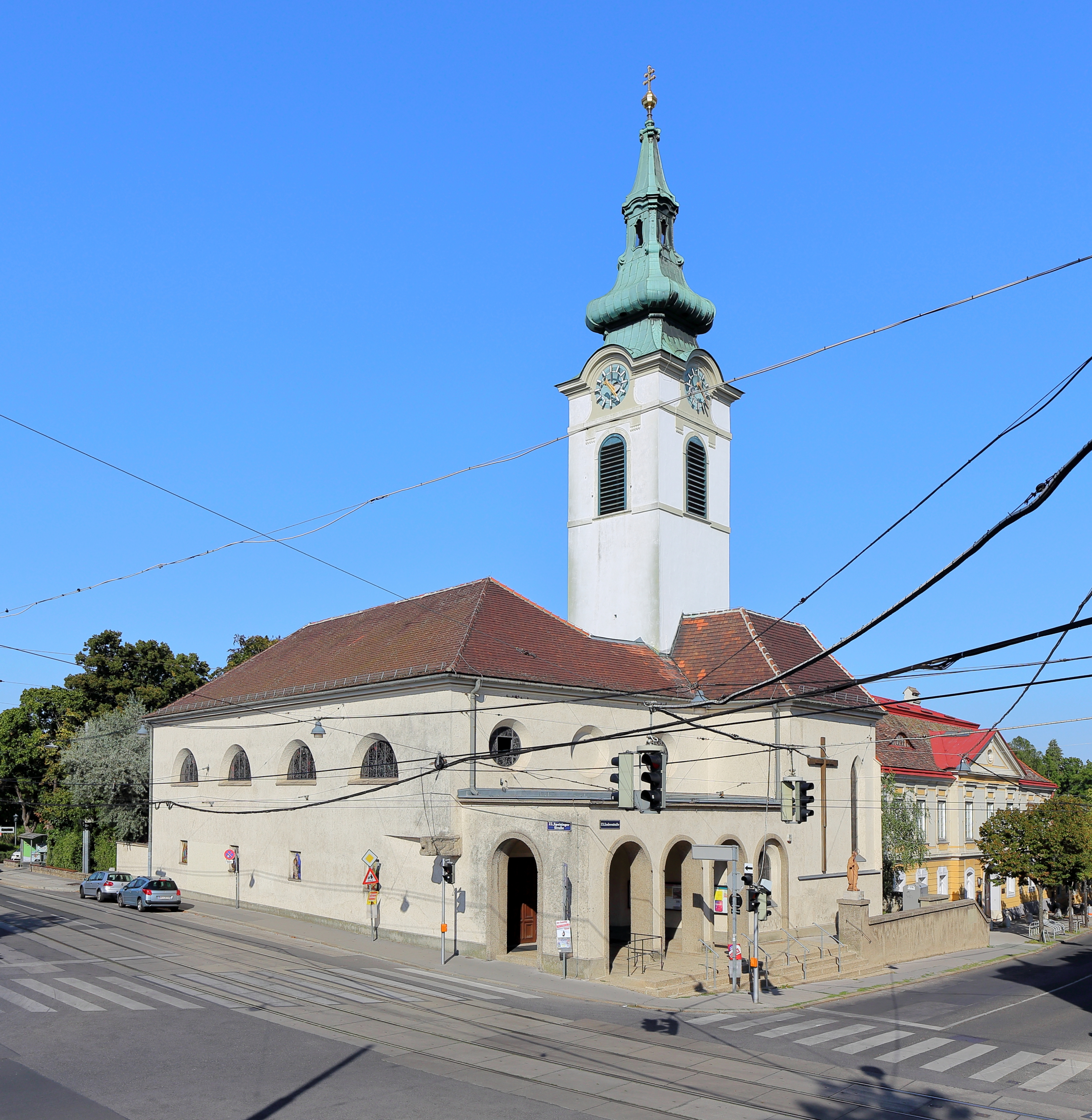
Pfarrkirche Mauer

Die Pfarrkirche Mauer ist eine römisch-katholische Kirche im Stadtteil Mauer im 23. Wiener Gemeindebezirk Liesing. Sie ist dem heiligen Erhard geweiht und ein Teil vom Pfarrverband Weinberg Christi.

## Geschichte
Mauer stellte zunächst keine eigene Kirchengemeinde dar. Dessen katholische Bevölkerung gehörte zur Pfarre des benachbarten Atzgersdorf. Erst 1783 wurde Mauer zur eigenen Pfarre erhoben.
Das gotische Kirchengebäude wurde allerdings bereits Mitte des 15. Jahrhunderts errichtet und 1458 als sand Erhartscapelle in der Maur erstmals genannt. Die Kirche ist eine Stiftung der Eckartsauer, der damaligen Herren von Mauer. Die Eckartsauer mit Stammsitz auf Schloss Eckartsau in Niederösterreich waren dem Hochstift Regensburg lehenspflichtig. Dies erklärt die Wahl des heiligen Erhard von Regensburg als Kirchenpatron. Das Gebäude wurde von Beginn an als Wehrkirche angelegt. Es ist dennoch wahrscheinlich, dass die Pfarrkirche Mauer im Zuge der ersten und zweiten Wiener Türkenbelagerung schwere Beschädigungen erlitt.

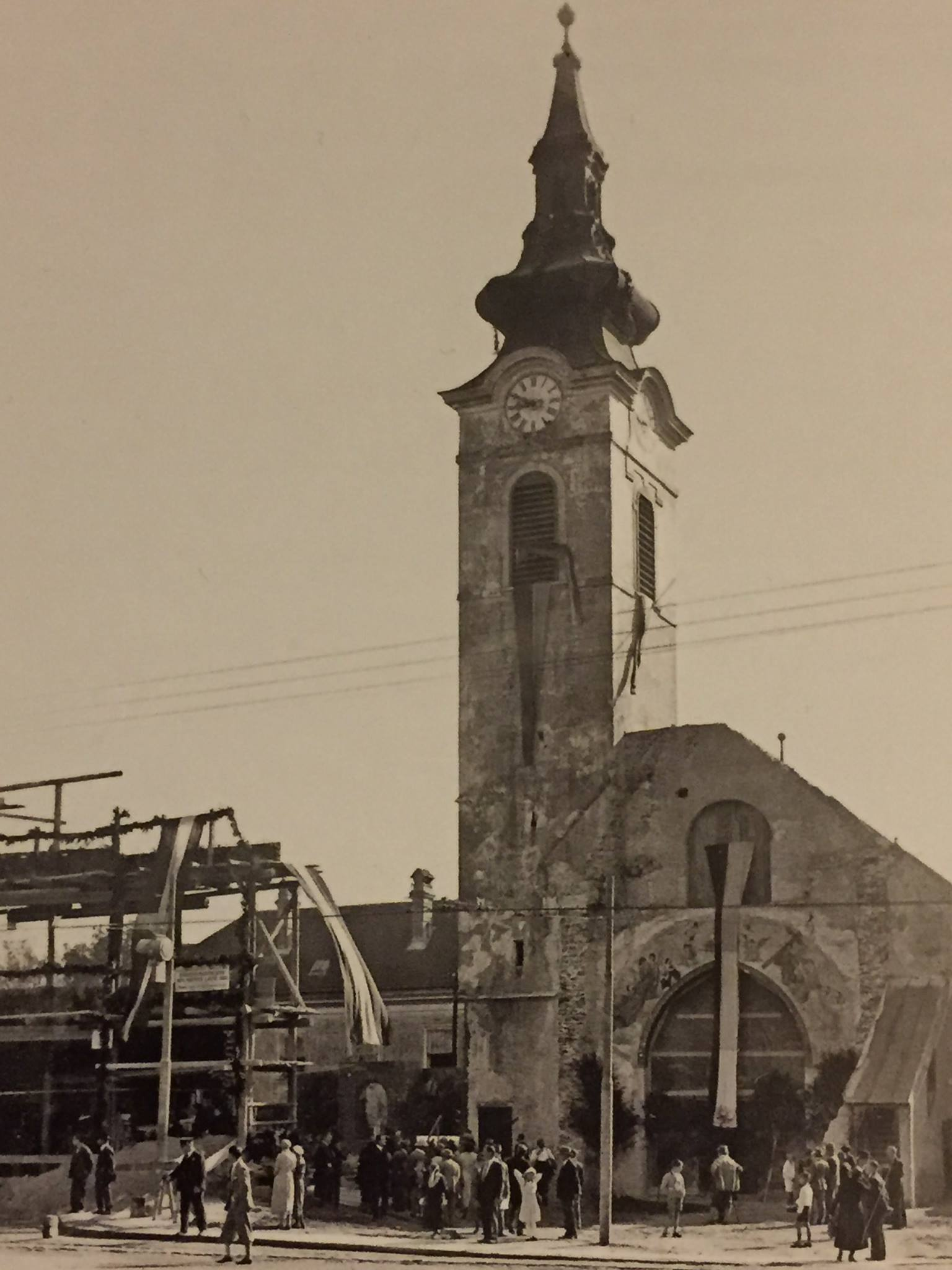
Umbau der Pfarrkirche 1934

In der Zwischenkriegszeit bildete die Kirche mit ihrer ostwestlichen Ausrichtung ein Verkehrshindernis für die neu errichtete Straßenbahn. Von 1934 bis 1936 erfolgten durch den Architekten Clemens Holzmeister deshalb große bauliche Veränderungen. Das gesamte Langhaus wurde abgetragen und die Kirche erhielt eine nordsüdliche Ausrichtung. Von der alten Bausubstanz blieben vor allem der zur Seitenkapelle umgewidmete gotische Chor und der mittelalterliche Kirchturm mit seiner Turmhaube aus dem Jahr 1770 bestehen.

### Pfarrverband Weinberg Christi (WBX)
Am 1. Januar 2021 wurde der Pfarrverband „Weinberg Christi“ gegründet und wird derzeit von Pfarrer Harald Mally und seinem Team geleitet. Dieser Verband umfasst die Pfarrgebiete:
- der Erlöserkirche (Liesing)
- der Pfarre Mauer (St. Erhard) und
- dem Georgenberg (Wotrubakirche). Die Wotrubakirche – auch Rektoratskirche am Georgenberg genannt – wurde 1976 Zur Heiligsten Dreifaltigkeit geweiht und gehört zur Pfarre Mauer.

## Künstlerische Ausgestaltung

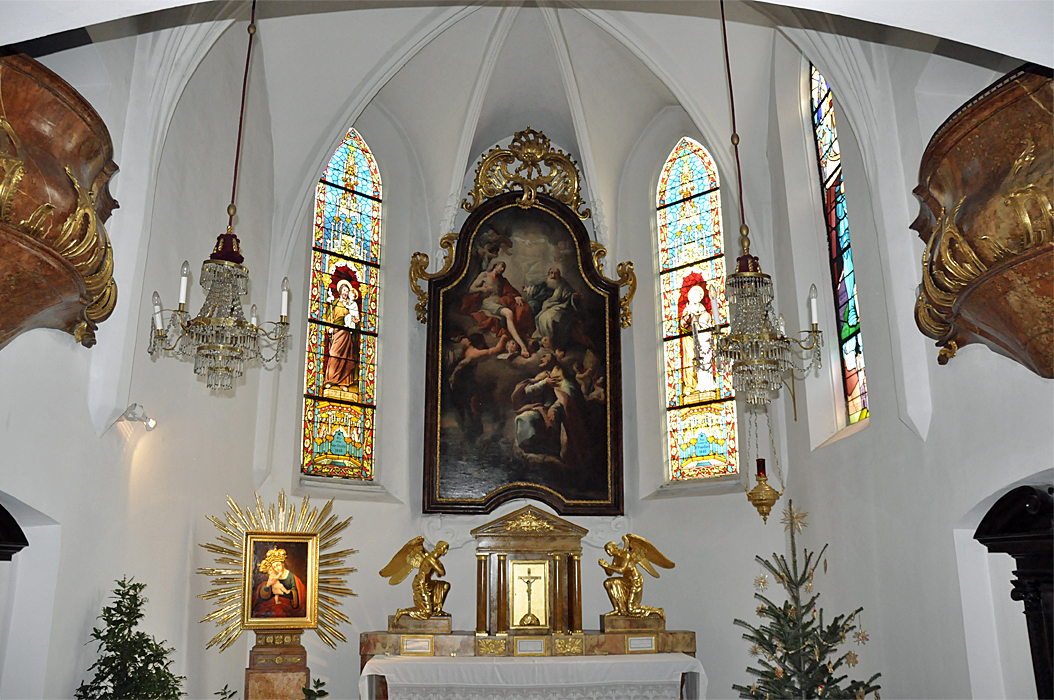
Inneres der Kirche (alter Teil)

Die barocke Pietà ist ein Werk Giovanni Giulianis und eine Stiftung von Gerhard Weixelberger, Abt des Stiftes Heiligenkreuz, dessen Vater Ortsrichter von Mauer war. Das vermutlich nach 1751 entstandene Hochaltarbild Verehrung der heiligen Dreifaltigkeit durch den heiligen Erhard wird dem Troger-Schüler Franz Zoller zugeschrieben. Von einem weiteren Troger-Schüler, Franz Xaver Wagenschön, befinden sich Gemälde der Kirchenväter und Evangelisten in der Kirche.
Die Glasfenster und Mosaike aus den 1930er Jahren wurden von Albert Paris Gütersloh gestaltet. Ein Mosaik mit der Darstellung des Kreuzwegs stammt von Rudolf Hermann Eisenmenger.
Die Orgel mit 14 Registern wurde 1924 von Johann M. Kauffmann für die Vorgängerkirche erbaut, 1935 in die neue Pfarrkirche umgesetzt und zuletzt 2012 überholt.